# 龙泉山 (武汉)

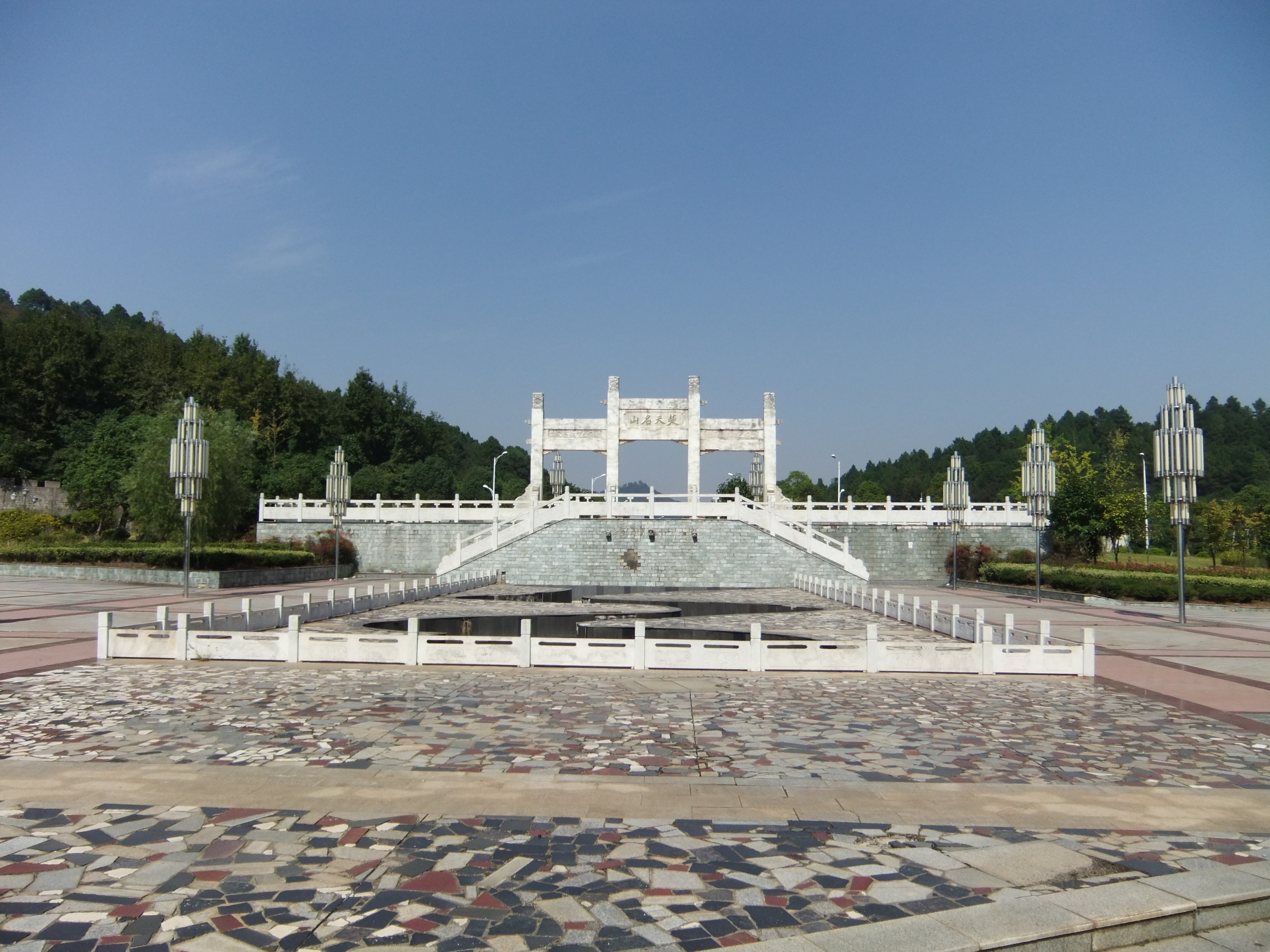
龙泉山之牌坊

龙泉山位于武汉市东南郊，江夏区境内，内有全国重点文物保护单位明楚王墓等庞大的古建筑群和古墓葬群。龙泉山风景区是中国国家4A级旅游景区。
明成祖永乐二十二年（1424年），楚王朱桢卒，葬于江夏县灵泉山天马峰下。这一带原为历代官宦八大家后裔居地，并有灵泉古市镇。朱桢生前看中这片“风水宝地”，逞其藩王权势，迁移市镇，挤走八大家，毁宅掘墓，于此地营建陵园。埋葬朱桢之昭王寝，规模宏大，内以汉白玉、石凡石建成明楼、享殿、拜台、九龙台等建筑20余间。四周蜿蜒高大的围墙，用每块重达24公斤的磨光青砖筑成，周长1500余米。入口处建有类似城门的三孔圆柱门，门内有巨大的碑亭，占地共160余亩。此后，其子孙袭为楚王者，如楚庄王及宪、康、靖、端、愍、恭及贺王，也是生前在这一带筑建陵寝，凡九王。其中贺王朱华奎因被张献忠沉于江中，未能葬入陵区。当地俗称之“三龟九寝”。“三龟”指昭、庄、宪寝碑下的三个赑屃大龟，“九寝”即九王之寝。出早年破坏者外，现尚存陵园五处，碑亭六座。